# Saint-Bonnet-de-Montauroux

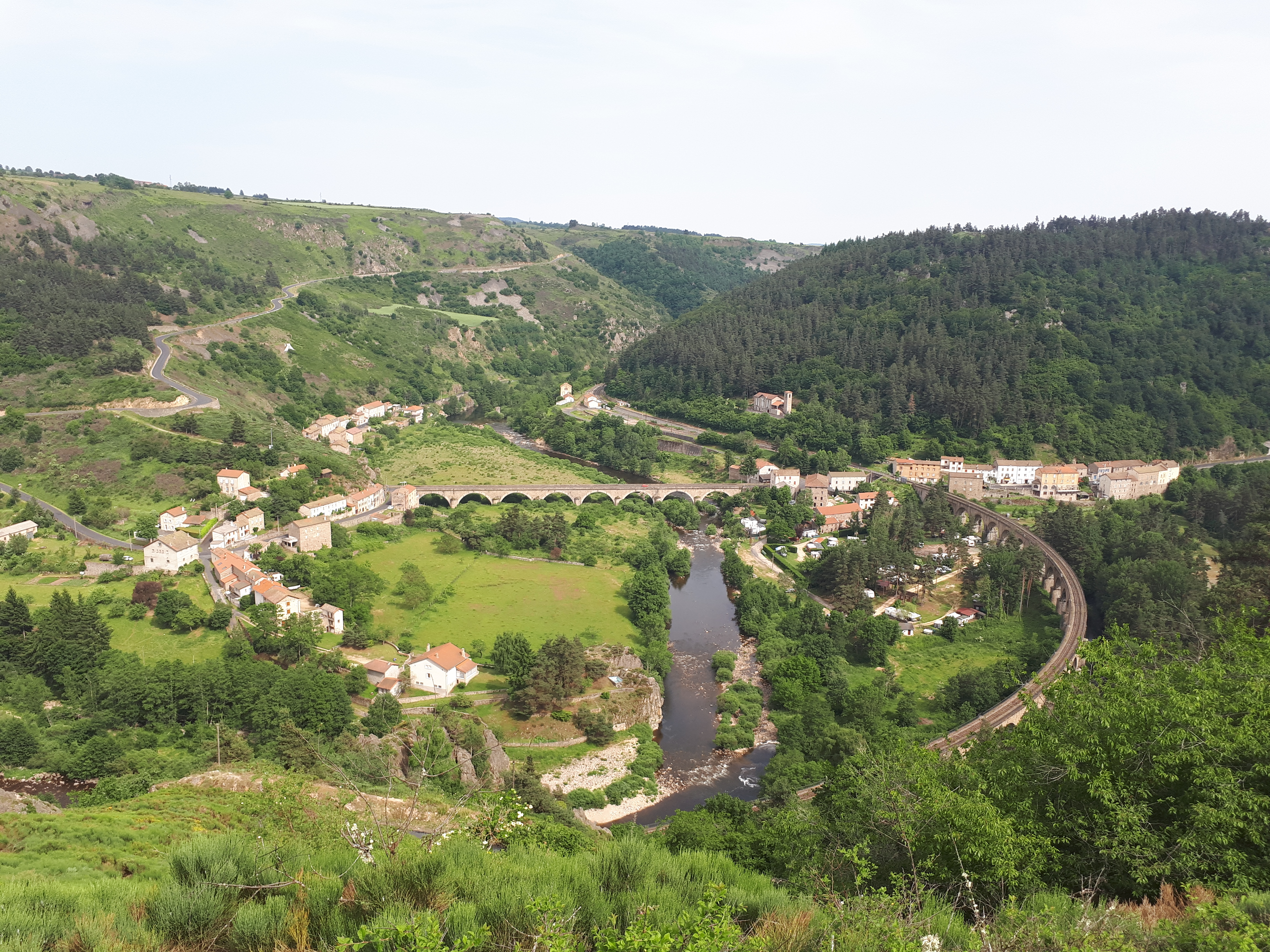
Der Chapeauroux, rechts der gleichnamige Ort und das Eisenbahnviadukt

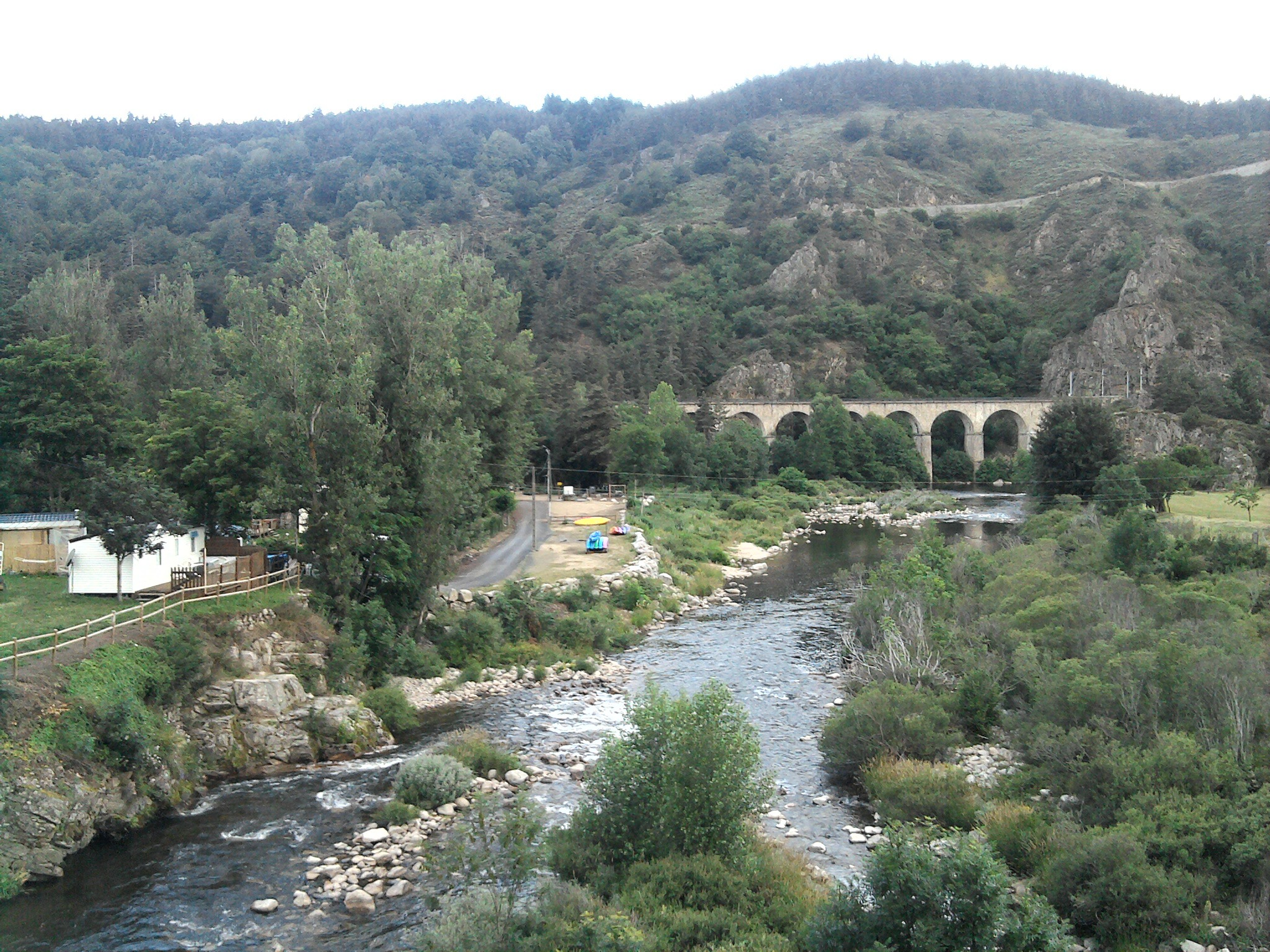
Viadukt von Chapeauroux

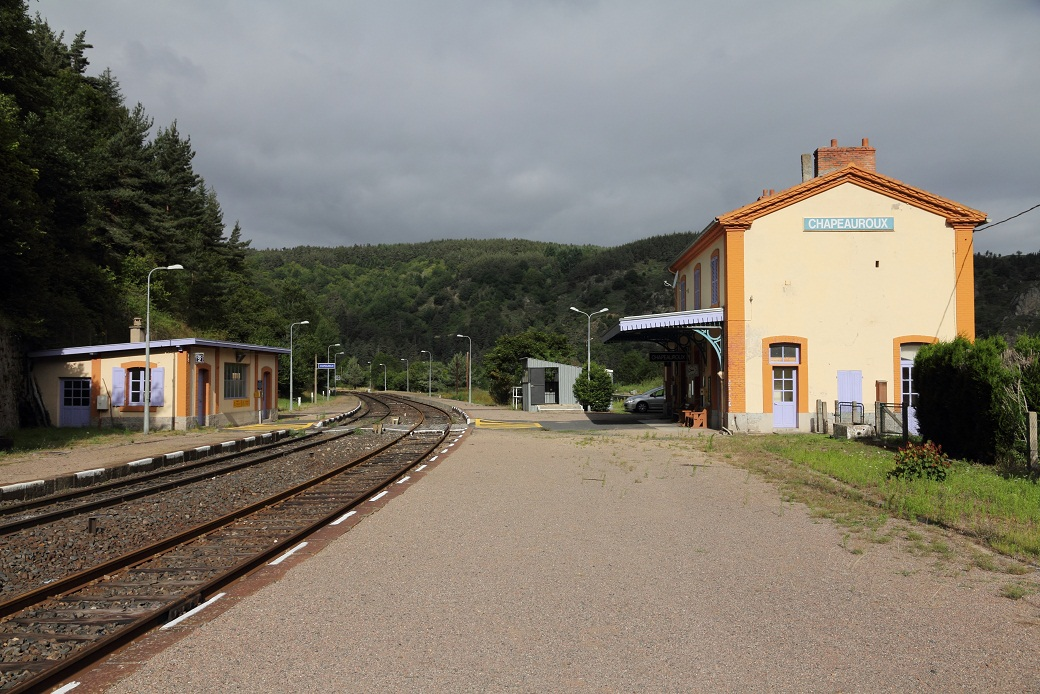
Der Bahnhof Chapeauroux in Saint-Bonnet-de-Montauroux

Saint-Bonnet-de-Montauroux ist eine ehemalige Gemeinde in Okzitanien in Frankreich. Die eigenständige, 32 km² umfassende Gemeinde des Kantons Langogne ging mit Wirkung vom 1. Januar 2017 mit Laval-Atger in der Commune nouvelle Saint Bonnet-Laval auf. Seither ist sie eine Commune déléguée.

## Geografie
Durch das Gebiet der ehemaligen Gemeinde windet sich von Südwesten nach Norden der Fluss Chapeauroux, der beim gleichnamigen Ort in den Allier mündet. Größte Orte sind Saint-Bonnet-Laval, Condres und Chapeauroux.
Nachbarorte sind Saint-Christophe-d’Allier im Norden, Saint-Haon im Nordosten, Rauret im Osten, Fontanes im Südosten, Auroux im Süden, Laval-Atger im Südwesten und Saint-Symphorien im Westen.

## Bevölkerungsentwicklung
| Jahr      | 1962 | 1968 | 1975 | 1982 | 1990 | 1999 | 2008 | 2014 |
| --------- | ---- | ---- | ---- | ---- | ---- | ---- | ---- | ---- |
| Einwohner | 279  | 262  | 228  | 220  | 146  | 128  | 133  | 101  |

## Verkehr
Chapeauroux hat einen Bahnhof an der Bahnstrecke Saint-Germain-des-Fossés–Nîmes, deren entsprechender Abschnitt 1870 von der Compagnie des chemins de fer de Paris à Lyon et à la Méditerranée (PLM) eröffnet wurde. Aktuell verkehren dort TER-Regionalzüge der Relation Clermont-Ferrand–Nîmes. 
Durch die Gemeinde verläuft die ehemalige Nationalstraße N 88, die zur Departementsstraße D 988 abgestuft wurde.

## Sehenswürdigkeiten
- Eisenbahnbrücke Viaduc de Chapeauroux
- Kirche Saint-Louis aus dem 12. und 13. Jahrhundert
- Château de Condres, Monument historique